# Joseph Guo Jincai

Bischofswappen von Joseph Guo Jincai

Joseph Guo Jincai (chinesisch 郭金才; * 1968 in Pinquan, Volksrepublik China) ist ein chinesischer Geistlicher und römisch-katholischer Bischof von Jinzhou.

## Leben
Joseph Guo Jincai empfing im September 1992 das Sakrament der Priesterweihe.
2008 wurde er durch die Chinesische Katholisch-Patriotische Vereinigung zum Bischof von Jinzhou ernannt. Joseph Guo Jincai empfing am 20. November 2010 die Bischofsweihe. Papst Franziskus erkannte die Ernennung am 22. September 2018 an.